# Anders Stålhand
Anders Stålhand, ursprungligen Kjellsson, född 5 september 1984 i Västerås, är en svensk trädgårdsmästare, -skribent och  -programledare.

## Utbildning
Anders Stålhand har arbetat på plantskolor sedan 2000. .
Han utbildade sig till landskapsingenjör på Sveriges lantbruksuniversitet (SLU) i Alnarp.
Anders Stålhand startade 2009 sin första egna plantskola ”Ensamma trädets plantskola” i Österlen. År 2012 gav han ut boken Skörda nya smaker, som ett resultat av en lång tids sökande efter mer hållbara trädgårdar.
Han grundade 2013 plantskolebolaget Frodas. Som en följd av boken knöts han till TV4, med trädgårdsinslag i ”Nyhetsmorgon”.
Anders Stålhand deltog i mässan ”Nordiska trädgårdar” i Stockholm med idéträdgården Remix, som belönades med brons. Som mittpunkt hade han en halvsfärisk växthusdom. I den fanns en hydroponisk  odling med bananplantor.
Anders Stålhand var programledare i TV4:s inredningsprogram ”Äntligen hemma” 2013–2016. Bland projekt han drivit kan nämnas en vårskyltning med blommande körsbärsträd hos NK i Stockholm. Han har sedan 2011 medverkat i trädgårdstidningen Allt om Trädgård.
Anders Stålhand var chefsträdgårdsmästare i Göteborgs botaniska trädgård[när?] en kort period från 2014. Han är från 2018 utbildningsledare vid Biologiska Yrkeshögskolan i Skara.

## Bildgalleri

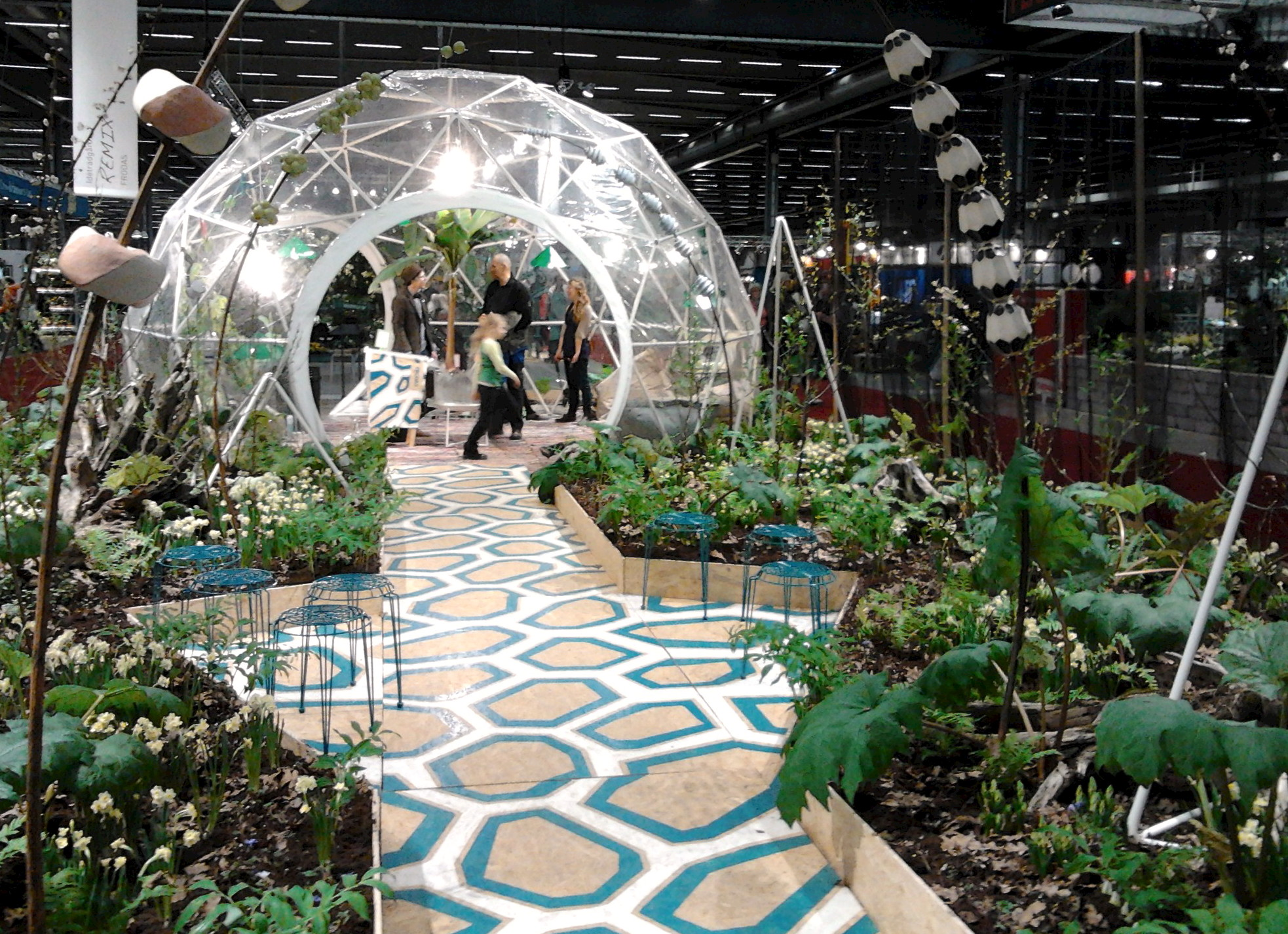
Idéträdgården ”Remix” i mässan Nordiska Trädgårdar 2013.
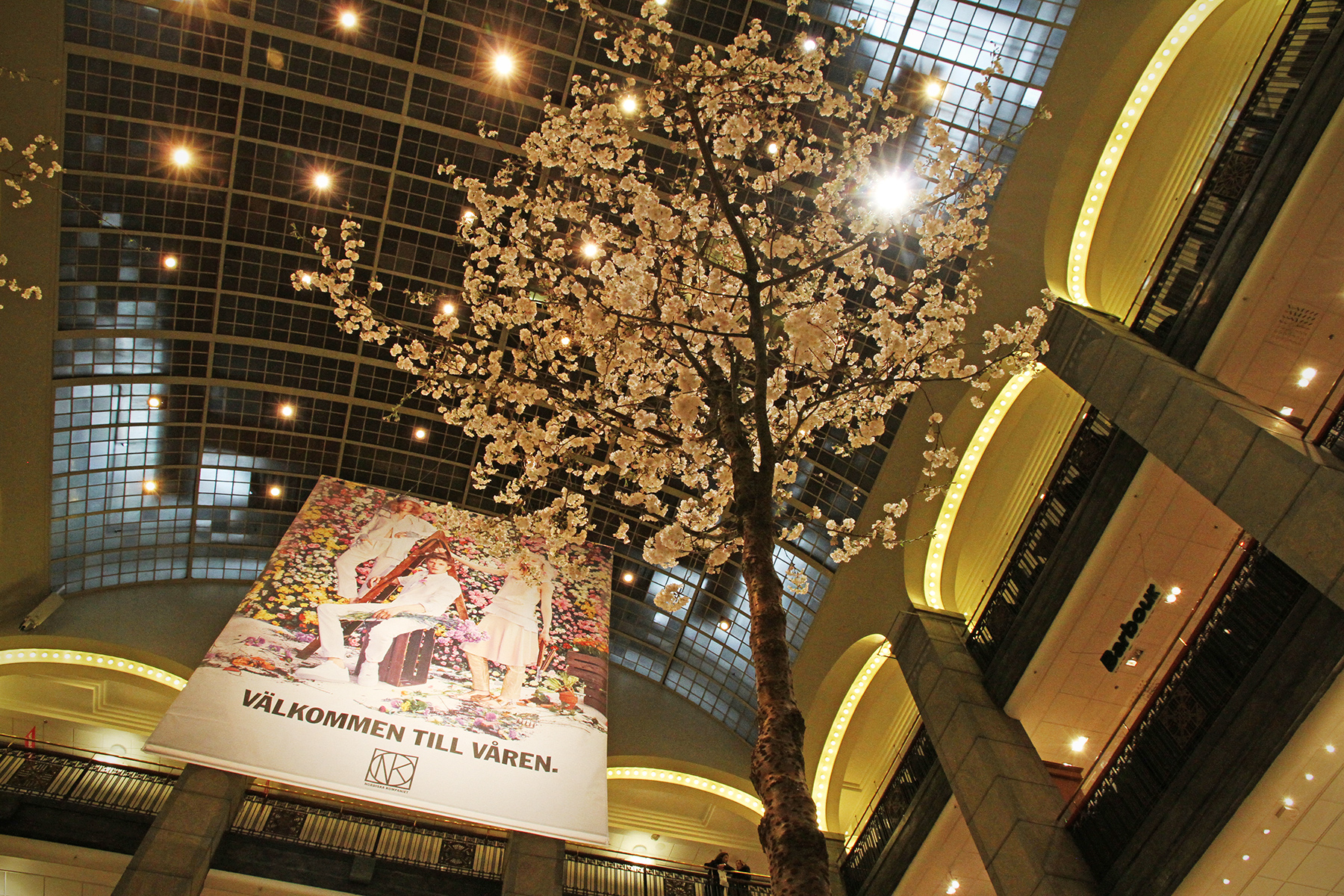
Blommande körsbärsträd i mars 2014 i NK, Stockholm